# Solo sotto le stelle
Solo sotto le stelle (Lonely Are the Brave) è un film del 1962 diretto da David Miller.
È un film d'azione statunitense a sfondo western, ambientato nel XX secolo, con Kirk Douglas, Gena Rowlands e Walter Matthau. È basato sul romanzo del 1956 The Brave Cowboy di Edward Abbey. Il protagonista, interpretato da Douglas, è un cowboy solitario, romantico e idealista.

## Trama
Nuovo Messico, anni sessanta del XX secolo. John W. "Jack" Burns fa il mandriano, adotta uno stile di vita anticonvenzionale e solitario nella natura dopo anni di servizio come soldato decorato nella guerra di Corea, ma torna in città per soccorrere l'amico, lo scrittore Paul Bondi, condannato a due anni di detenzione per aver aiutato immigrati clandestini entrati dal Messico sul suolo USA, nonostante fosse già stato ammonito per due volte dall'Ufficio dell'Immigrazione. Entrambi condividono un ideale di libertà dalle restrizioni, dai regolamenti, dalle pastoie della vita moderna: non porta con sé nemmeno i documenti né possiede alcun domicilio. Paul è sposato con Jerry da sette anni, ha un figlio. In un bar Jack viene coinvolto in una rissa, portato alla centrale di polizia e, contrariato per esser presto rilasciato, colpisce un agente e viene arrestato. Il suo piano è quello di incontrare l'amico in carcere facendosi imprigionare e fuggire poi insieme; durante la notte i due segano la sbarra della cella, ma l'arrivo di una guardia sadica - la quale aveva preso di mira Paul - che lo preleva per pestarlo in un'altra stanza interrompe il tentativo. Jack torna in cella dove Paul cambia idea, mentre Jack evade dalla finestra, dirigendosi dapprima a casa della moglie di Paul, suo antico amore.
Egli scappa a cavallo inseguito, su una jeep, da un disincantato sceriffo, Morey Johnson, che simpatizza per Jack ma è ligio al proprio dovere. L'inseguimento su una zona montana è supportato anche da un elicottero, offerto da un generale dell'esercito, che Jack colpisce facendolo precipitare. Preferisce non abbandonare il cavallo sul ripido sentiero verso la vetta, scoprendola presidiata dagli agenti. Individuato e inseguito da una raffica di spari, riesce a dileguarsi in una zona boscosa. Ferito ad un piede, continua a cavalcare diretto verso il Messico. Ma il cavallo, impaurito dal passaggio delle auto, si blocca in mezzo alla strada, venendo investito con Jack da un tir. Sul posto giunge lo sceriffo Johnson, che finge di non riconoscere l'evaso, mentre il cavallo ferito viene abbattuto. Un'ambulanza preleva Jack, sotto shock.

## Produzione
Il film, diretto da David Miller su una sceneggiatura di Dalton Trumbo con il soggetto di Edward Abbey (autore del romanzo), fu prodotto da Edward Lewis per la Universal tramite la Joel Productions e girato nella zona attorno ad Albuquerque, Nuovo Messico: sulle Sandia Mountains, le Manzano Mountains, il Tijeras Canyon, e la base militare Kirtland Air Force Base. Il titolo di lavorazione fu The Last Hero.
Il finale è malinconico, e rappresenta forse il tramonto sia dell'epopea western sia del mito dell'eroe tutto d'un pezzo e vincente. Lo sceneggiatore, Dalton Trumbo, vi ha trasferito la propria amarezza per essere stato condannato, alcuni anni prima all'epoca del maccartismo, ad alcuni mesi di carcere per le sue idee politiche.
La colonna sonora è firmata da Jerry Goldsmith.

## Distribuzione
Il film fu distribuito negli Stati Uniti il 24 maggio 1962 dalla Universal Pictures con il titolo Lonely Are the Brave. È stato poi pubblicato in DVD negli Stati Uniti dalla Universal Studios Home Entertainment nel 2009.
Alcune delle uscite internazionali sono state:
- in Francia il 29 agosto 1962 (Seuls sont les indomptés)
- in Austria nel settembre del 1962 (Einsam sind die Tapferen)
- in Danimarca il 10 settembre 1962
- in Germania Ovest il 26 ottobre 1962 (Einsam sind die Tapferen)
- in Spagna il 3 dicembre 1962 (Los valientes andan solos)
- in Finlandia il 1º febbraio 1963 (Ratsasta viimeinen taival)
- in Turchia il 9 febbraio 1963
- in Ungheria (Az utolsó cowboy)
- in Norvegia (Ensomme er de tapre)
- in Portogallo (Fuga Sem Rumo)
- in Grecia (O asylliptos epanastatis)
- in Polonia (Ostatni kowboj)
- in Brasile (Sua Última Façanha)
- in Jugoslavia (Usamljeni su hrabri)
- in Svezia (Viddernas man)
- in Italia (Solo sotto le stelle)

## Promozione
La tagline è: "Life can never cage a man like this!".

## Accoglienza

### Critica
Secondo il Morandini "è un film d'azione che non nasconde le sue ambizioni di parabola sull'individualismo in conflitto con i poteri costituiti". La pellicola risulta "efficace, avvincente", dal ritmo leggermente oratorio, uno "sconsolato canto funebre" del genere western e di una "certa idea dell'America" e può pregiarsi di un ottimo cast di interpreti.